# Bahnhofstraße (Nörvenich)

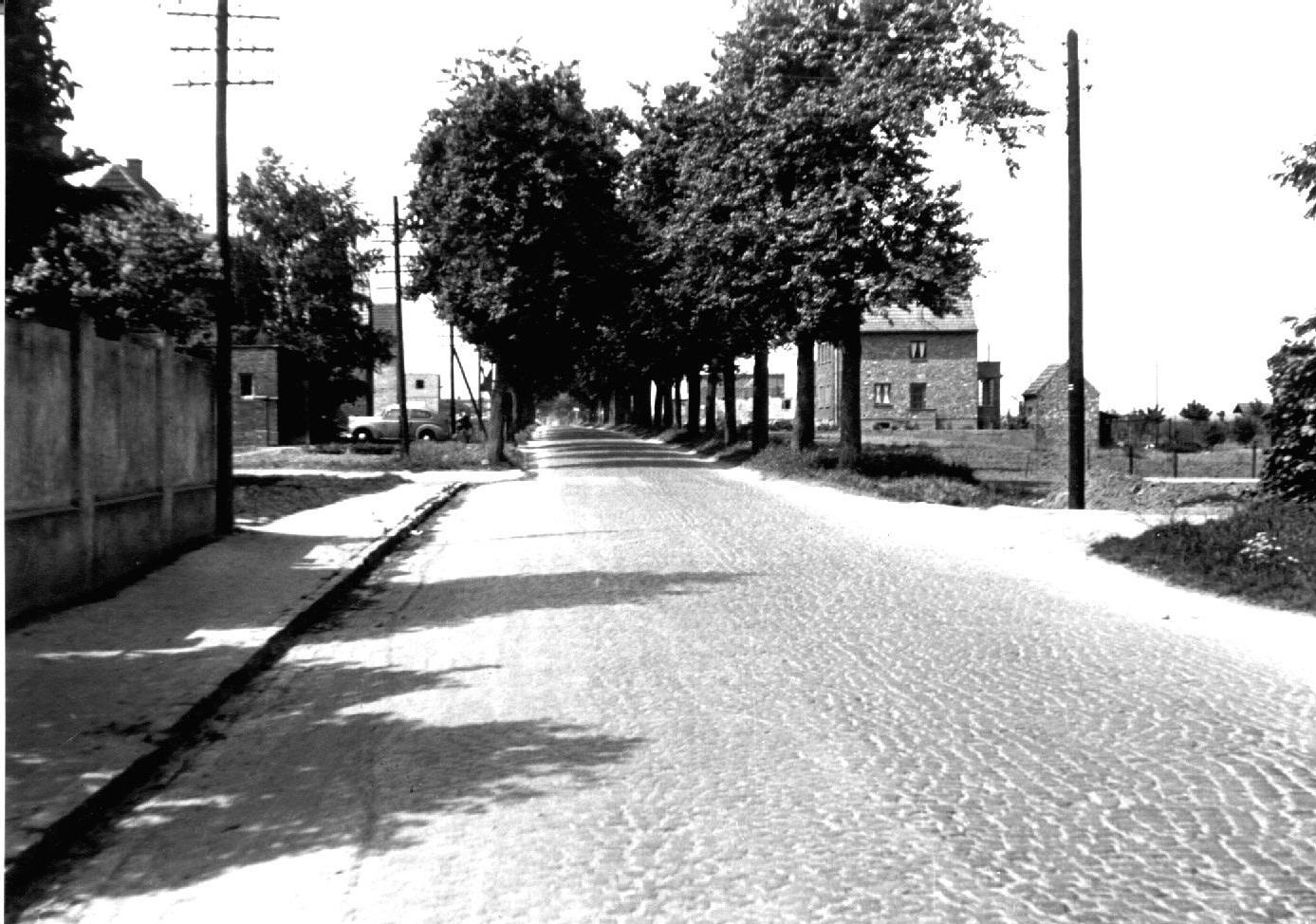
Die Straße vor dem Krieg

Die Bahnhofstraße in Nörvenich, Kreis Düren, Nordrhein-Westfalen, ist eine historische Hauptdurchgangsstraße, an der wichtige, teilweise denkmalgeschützte Gebäude liegen.

## Lage
Die Straße zweigt westlich von Nörvenich von der Bundesstraße 477, einer alten römischen Heerstraße, in östliche Richtung ab. Über den Marktplatz, die Burgstraße und die Straße Am Kreuzberg mit ihrem Heiligenhaus führt sie in Richtung Pingsheim bzw. Erftstadt. 1926 wurde der Straßenkörper erstmals befestigt und zwar mit Blausteinpflaster.

## Geschichtliches
Vor 1934 hieß der genannte Straßenzug Provinzialstraße. Von 1934 bis zum Ende des Zweiten Weltkrieges hieß die Straße Hermann-Göring-Straße. Durch Ratsbeschluss vom 3. Dezember 1954 erfolgte die Neubenennung in Bahnhofstraße. Bis in die 1980er Jahre war die Straße eine klassifizierte Landesstraße mit der Nummer 263. Durch die Ortsumgehung verlor sie an Bedeutung und wurde zur Gemeindestraße abgestuft.
Ihren heutigen Namen erhielt die Straße nach Ende des Zweiten Weltkrieges auf Grund des Hauses Nr. 55, dem damaligen Bahnhof. Er war bis 1968 noch in Betrieb und war ein Endbahnhof der Deutschen Reichsbahn, dem Vorgänger der Bundesbahn, von Blatzheim kommend, bis zum 19. Mai 1960. Am 30. Juni 1968 wurde der Verkehr der Kleinbahn auf der ehemaligen Strecke von Embken über Zülpich und Nörvenich nach Düren eingestellt. Das Bahnhofsgebäude kam in späteren Jahren in Privatbesitz.

### Hof Veithen
Der Hof Veithen war ein Bauernhof an der Bahnhofstraße in der Ortsmitte.
Der 1822 in Oberbolheim geborene Peter Joseph Veithen wird erstmals bei einer Geburtsanzeige im Jahre 1849 als in Nörvenich wohnhaft genannt. Er dürfte um diese Zeit mit seiner aus Merzenich stammenden Frau hier sein Haus gebaut haben. In den Urkunden wird sein Beruf mit Bierbrauer und auch mit Wirt angegeben. Er dürfte also das ausgeschenkte Bier selbst gebraut haben.
Das von ihm bebaute Grundstück hat vorher wohl den Erben von Johann Gymnich und der Witwe von Sebastian Dohmen gehört. Vielleicht sind für seinen Neubau auch nur Teile der beiden Grundstücke in Anspruch genommen bzw. erworben wurden.
Peter Joseph Veithen ist 1875 verstorben. Sein Sohn Engelbert, 1869 geboren, war mit Anna Gertrud Veith aus Eschweiler über Feld verheiratet und führte die väterliche Gastwirtschaft fort. Er wird allerdings nur noch Gastwirt, nicht mehr Brauer genannt. Von 1897 an heißt er nur noch Land- und Gastwirt. Engelbert Veithen ist 1924 verstorben. Sein Betrieb, mittlerweile lag das Hauptgewicht auf der Landwirtschaft, ist von vier Söhnen und einer Tochter weitergeführt worden. Bald nach seinem Tod ist die Gastwirtschaft eingestellt worden. Im Zweiten Weltkrieg sind die Gebäude, besonders das Wohnhaus, stark beschädigt worden. Es wurde danach wieder aufgebaut. Zuletzt war Karl-Heinz Veithen, Enkel von Engelbert, hier Landwirt. Er hat den Bauernhof in den 1980er Jahren aufgegeben und das Haus in ein Einzelhandelsgeschäft umgebaut.

### Gymnichshof
Der Gymnichshof ist ein Gutshof in der Bahnhofstraße.
Das Hofgrundstück reicht heute von der Grenze des Hauses Bahnhofstraße 11 bis zur Rathausstraße.
Zu Beginn des 19. Jahrhunderts gab es für dieses weitläufige Gelände drei
Eigentümer:
- unmittelbar neben dem Haus Bahnhofstraße 11 lag die mit drei Gebäuden besetzte Parzelle von Reiner Badenheuer,
- daneben ein Grundstück von Bartholomäus Gymnich, zu dem es statt der üblichen Bezeichnung Garten oder Haus heißt „Geschäft“,
- dann folgt ein großes unbebautes Grundstück bis zur Rathausstraße, das den Freiherren von Gymnich gehörte.

Früher konnte man im rückwärtigen Teil des Gartengeländes, etwa parallel zur Rathausstraße, die früher im Volksmund „Hinter den Hagen“ hieß, noch sehr deutlich den Wall sehen, der zusammen mit dem Hag, das war die durch uralten Sträucher- und Baumbewuchs entstandene undurchdringliche Hecke, die die mittelalterliche Dorfbefestigung bildeten, zu sehen.
Heute gehören die drei großen Grundstücke zusammen zum Gymnichshof. Die Parzelle von Reiner Badenheuer dürfte durch die Heirat seiner Tochter Anna Maria mit Bartholomäus Gymnich von 1809 an die Familie Gymnich gekommen sein. Das 1945 zerstörte Wohnhaus trug über der Haustür die Jahreszahl 1809. Die Eheleute Gymnich-Badenheuer dürften das Haus wohl im Jahre ihrer Heirat gebaut haben.
In den alten Unterlagen wird der Beruf von Bartholomäus Gymnich immer mit Steuerempfänger angegeben. Noch bis Mitte des 20. Jahrhunderts hieß der Hof im Volksmund „ahn Fängersch“, bei Empfängers. Damals wurden die Steuern an eine Privatperson verpachtet. Der Pächter musste die Steuern einziehen und abführen, er bekam einen festgelegten Prozentsatz als Entgelt.
Barth. Gymnich war ein Sohn von Johann Gymnich, der Halfe auf der Harff’schen Burg war. Die Familie Gymnich ist auf dieser Burg schon seit 1666 nachweisbar.
B. Gymnich ist im Alter von 78 Jahren verstorben. Aus dem Steuerempfänger war längst ein Landwirt im Hauptberuf geworden. Der Hof kam über seinen Sohn Reiner an dessen Sohn Wilhelm, der 1937 unverheiratet im Alter von 86 Jahren starb. Er gab den Besitz an seinen Neffen Reiner von Laufenberg weiter, bei dessen Nachkommen er heute noch ist. Der heutige Besitzer ist Peter von Laufenberg. Er baute in der Rathausstraße eine große Halle, in der er Champignons züchtet.
Die Familie Gymnich stiftete das schräg gegenüber stehende denkmalgeschützte Gymnichskreuz.

## Denkmalgeschützte Bauwerke an der Straße liegend
- Rathaus Nörvenich
- Haus Bahnhofstraße 11 von 1723
- Schloss Nörvenich
- Gymnichskreuz

## Wichtige und interessante Bauwerke der Bahnhofstraße
- Kriegerdenkmal im Burgpark, geschaffen vom damals ortsansässigen Künstler Ulrich Rückriem
- die Grundschule
- die einzige Tankstelle in der Gemeinde
- Buir-Bliesheimer Agrargenossenschaft

## Bildergalerie

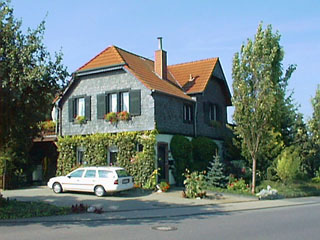
Der ehemalige Bahnhof
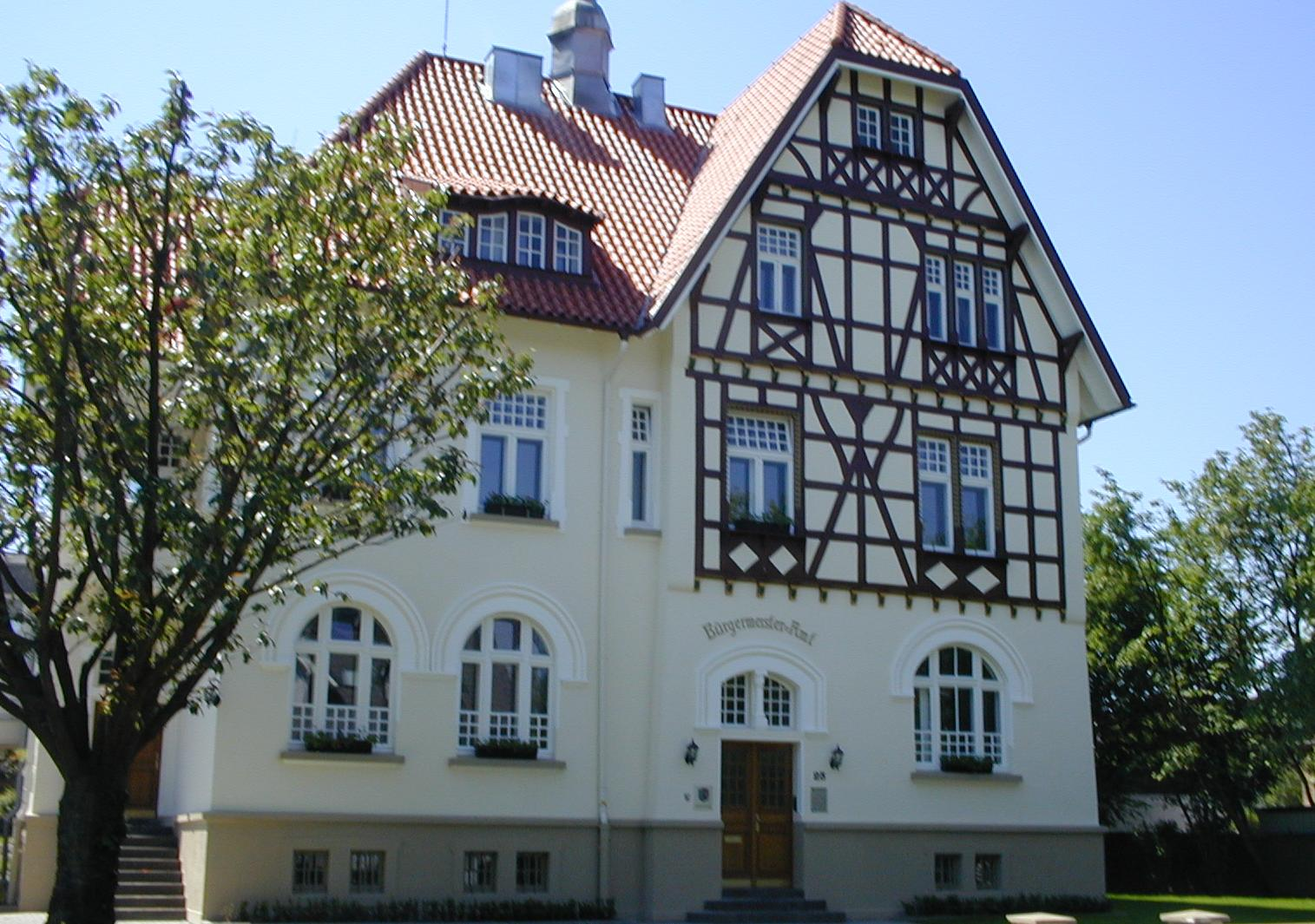
Das Rathaus
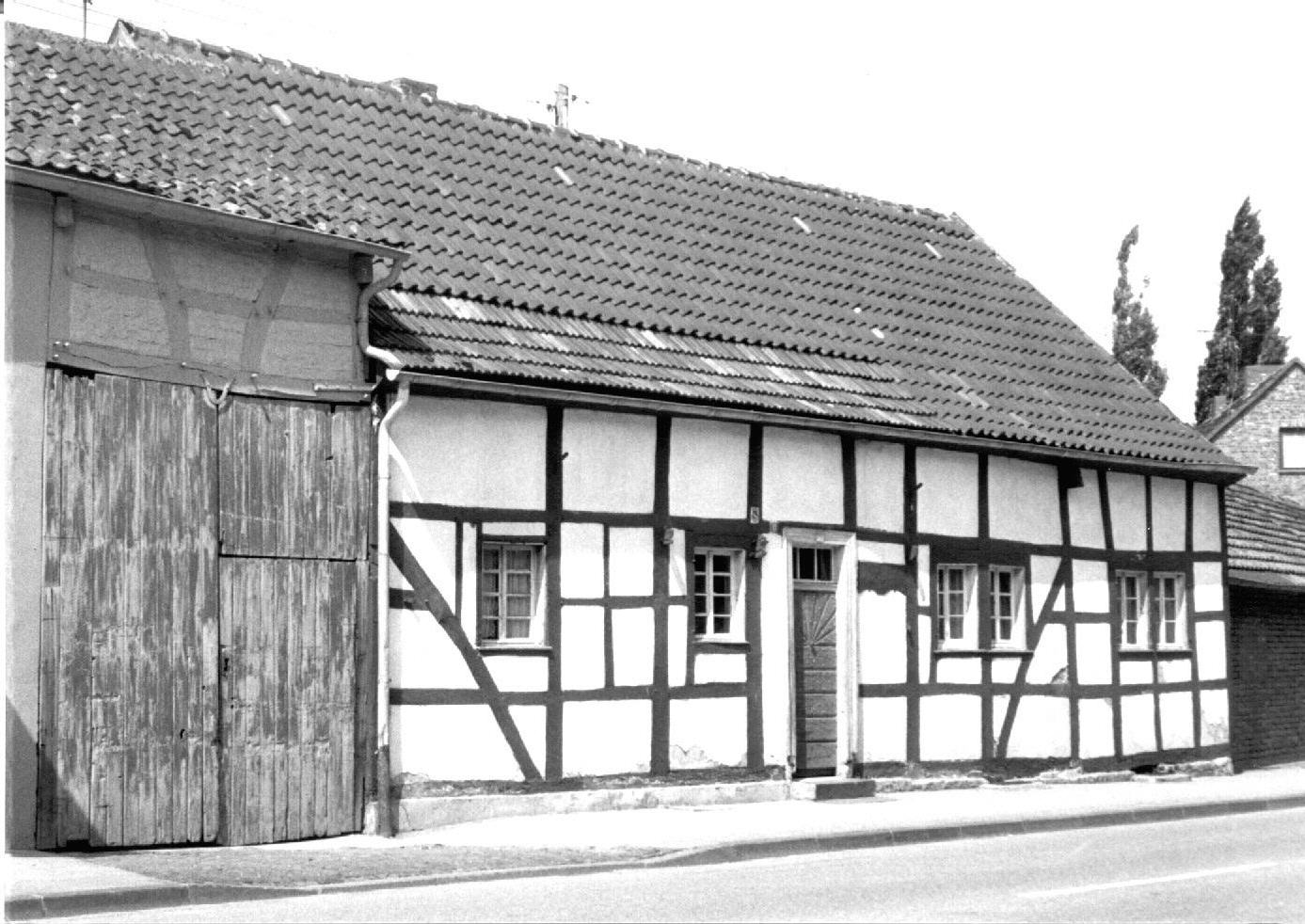
Bahnhofstraße 11
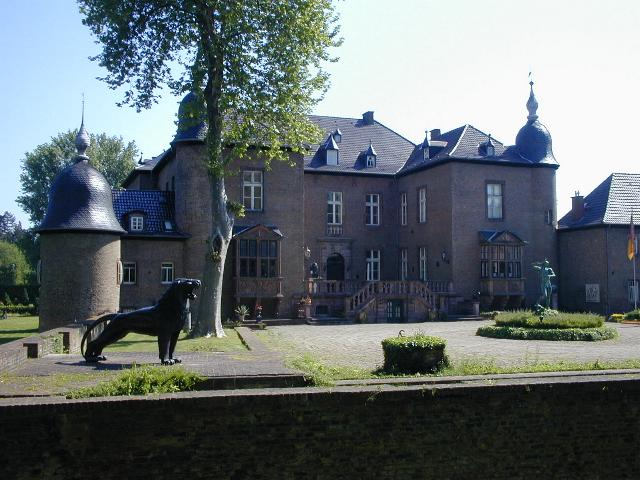
Das Schloss
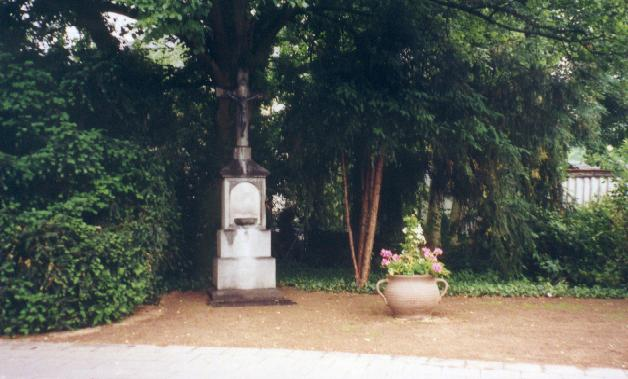
Das Gymnichskreuz
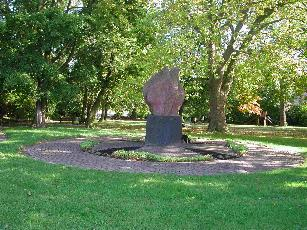
Das Kriegerdenkmal im Burgpark
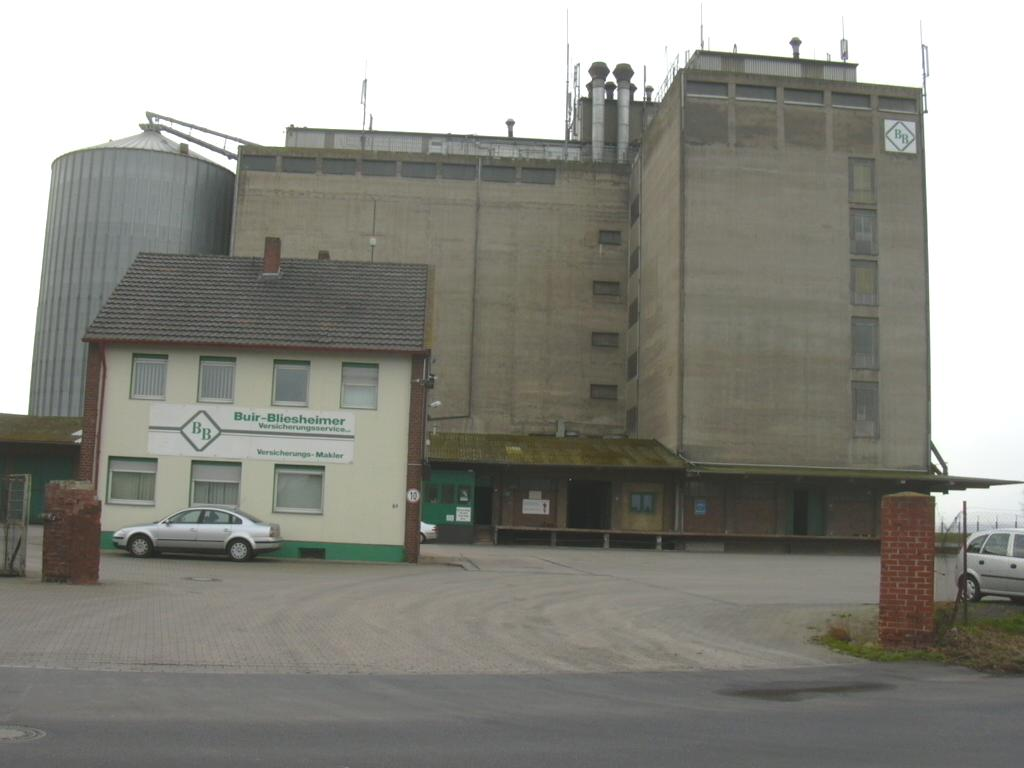
Das Silo
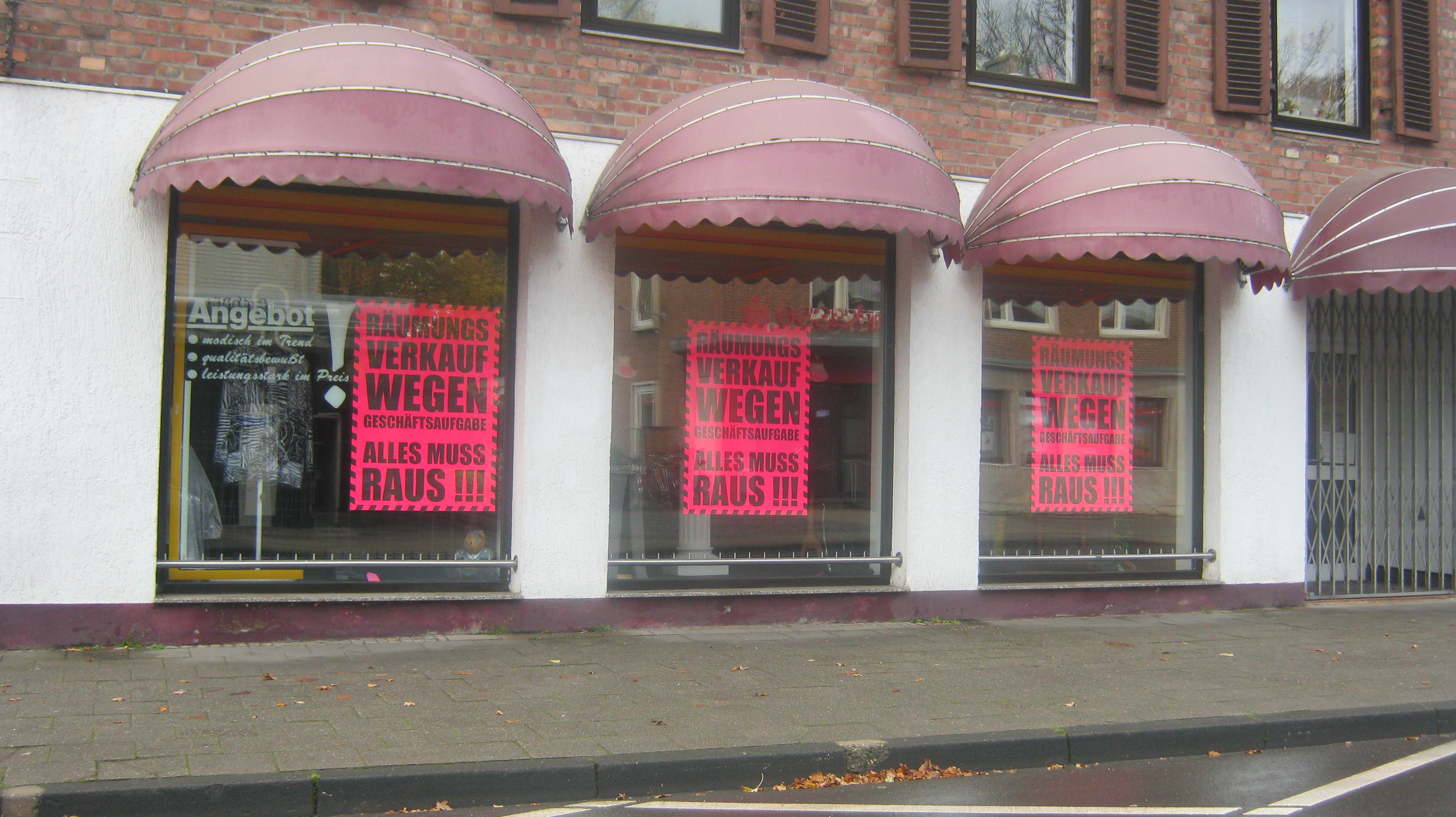
Hof Veithen
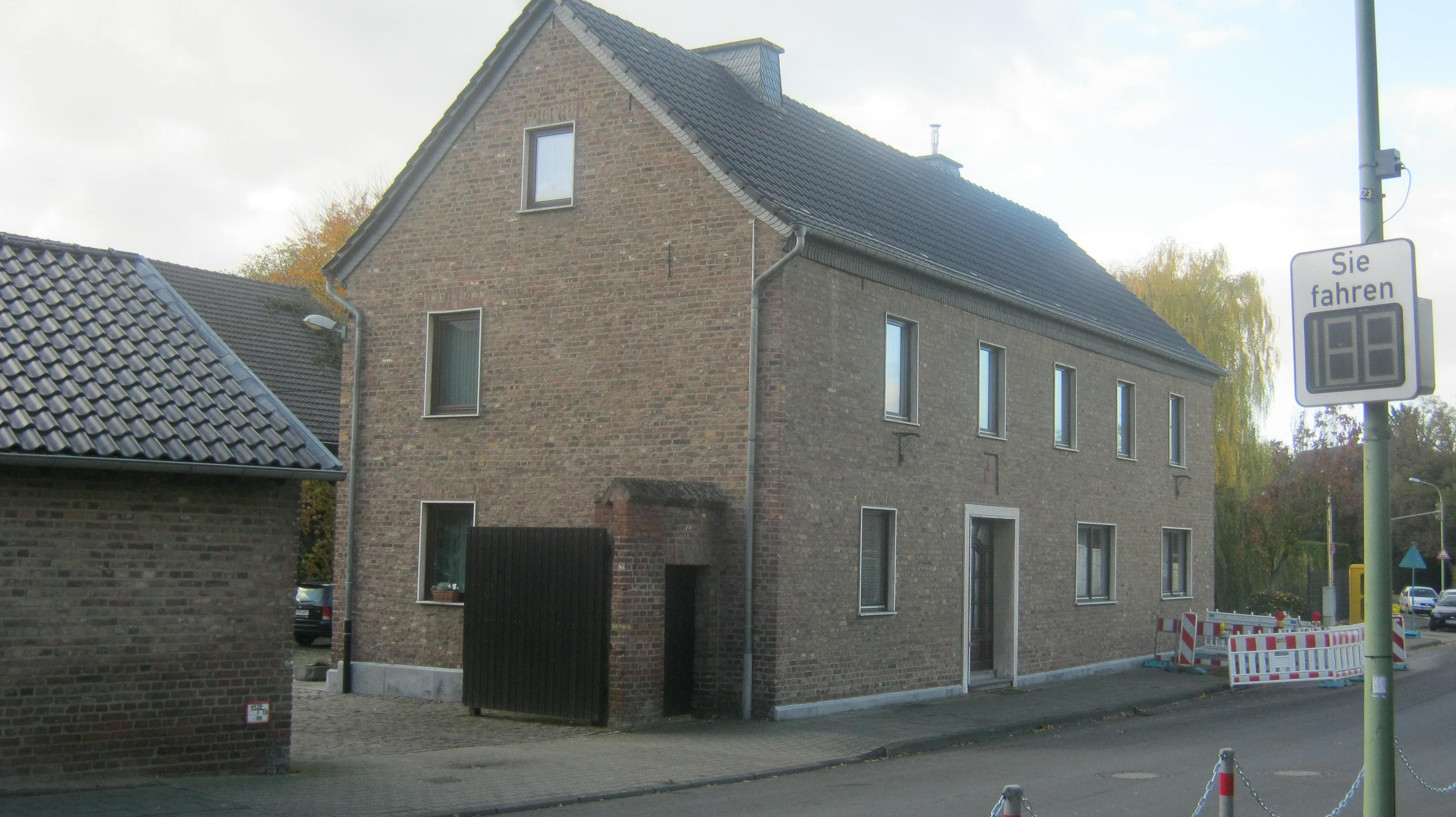
Der Gymnichshof